# نهینیوالا
نهینیوالا (به لاتین: Nehiniwala) یک منطقهٔ مسکونی در سری‌لانکا است که در استان مرکزی (سری‌لانکا) واقع شده‌است.